# Atractogyne gabonii
Atractogyne gabonii är en måreväxtart som beskrevs av Jean Baptiste Louis Pierre. Atractogyne gabonii ingår i släktet Atractogyne och familjen måreväxter. Inga underarter finns listade i Catalogue of Life.